# Cyanoleskia leucohalterata
Cyanoleskia leucohalterata är en tvåvingeart som beskrevs av Louis-Paul Mesnil 1978. Cyanoleskia leucohalterata ingår i släktet Cyanoleskia och familjen parasitflugor.
Artens utbredningsområde är Madagaskar. Inga underarter finns listade i Catalogue of Life.